# Platdiets

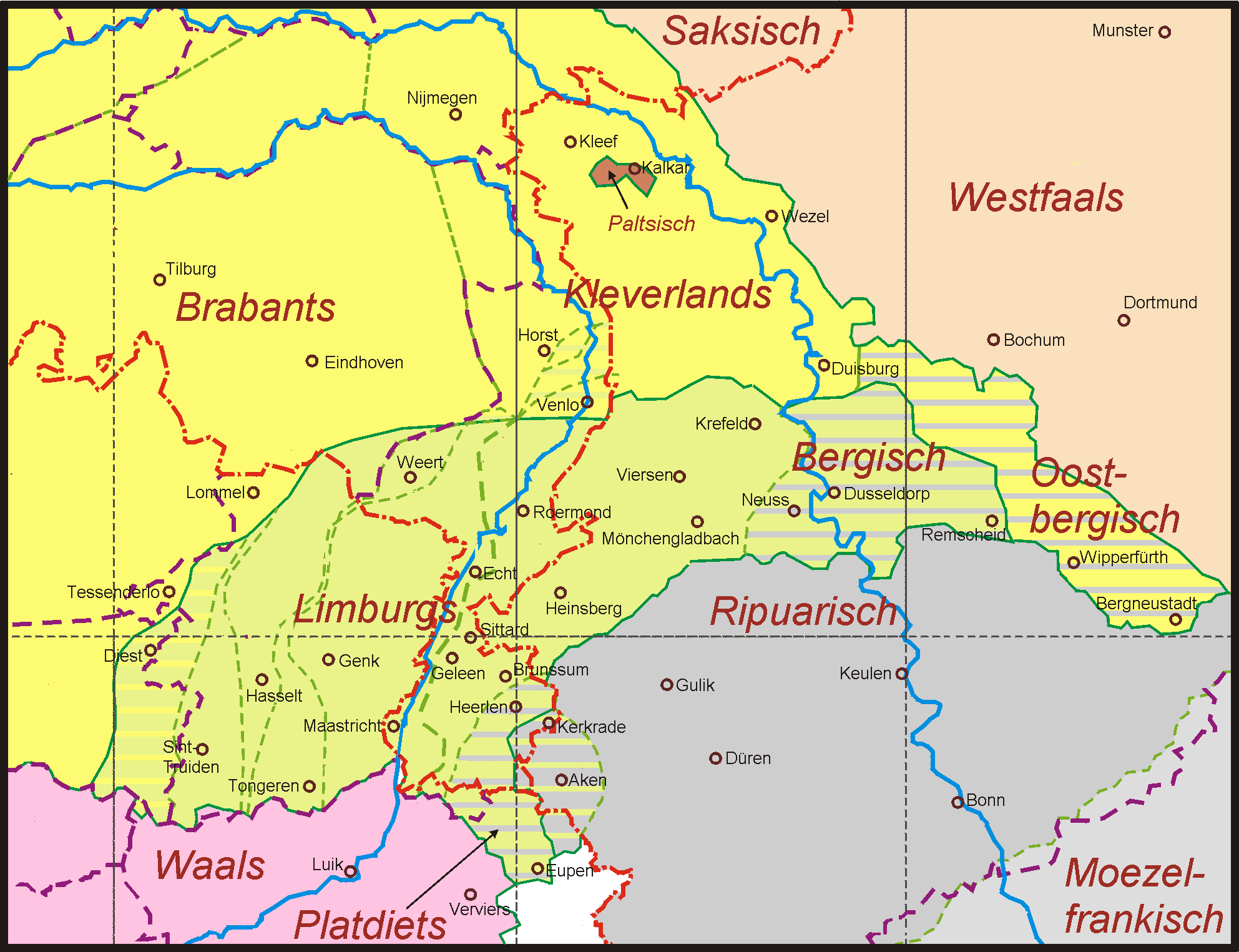
Das Platdietse Sprachgebiet im Süden

Platdiets oder Plattdütsch (limb. Platduutsj, frz. francique rhéno-mosan, d. i. Rheinmaasländisch, thiois), mitunter auch als Plattdeutsch bezeichnet, ist ein ostlimburgisch-ripuarischer Übergangsdialekt. Nicht zu verwechseln ist der Dialekt mit der ebenfalls als Plattdeutsch bezeichneten niederdeutschen Sprache. Der Dialekt wird im Norden des Bezirks Verviers in der belgischen Provinz Lüttich gesprochen.

## Bedeutung und Verbreitung
Platdiets wird einerseits in den Plattdeutschen Gemeinden gesprochen, das sind die drei Gemeinden Bleyberg (z. B. Gemmenich mit dem Gemmenicher Platt, Homburg und Montzen), Baelen und Welkenraedt. Diese Gegend wird im Niederländischen als Platdietse Streek bezeichnet. Auch im benachbarten Eupen (Eupener Platt) und Lontzen wird teilweise noch der Platdietse Dialekt gesprochen. Es ist der südlichste Dialekt einer eng verwandten Gruppe von südniederfränkischen Grenzdialekten (zusammenfassend als ostlimburgisch-ripuarisches Übergangsgebiet bezeichnet), die z. B. auch Dialekte im Südosten Limburgs (in den Niederlanden) sowie Bergisch (am deutschen mittleren Niederrhein) umfassen. Diese Dialektgruppe gehört zum limburgischen Dialektraum im rheinischen Fächer.
Sie wird mit allen Varietäten in einem Halbkreis rund 20 km um Aachen sowie zwei Dritteln des niederländischen Süd-Ost-Limburgs gesprochen. Platdiets stellt zudem die Sprache des alten Herzogtum Limburg dar, das dort seinen historischen Kern hatte.
Das belgische Radioprogramm BRF2 sendet Beiträge in verschiedenen Mundarten der Plattdeutschen Gemeinden Ostbelgiens.